# Aina Tarabini-Castellani Clemente
Aina Tarabini-Castellani Clemente   (Palma, 1978) o simplement Aina Tarabini és una doctora en Sociologia mallorquina i professora a la Universitat Autònoma de Barcelona.
És especialista en sociologia de l'educació i en anàlisi de desigualtats educatives, i membre dels grups de recerca Globalització, Educació i Política Social (GEPS) i del Grup Interdisciplinar de Polítiques Educatives (GIPE). Així mateix, ha realitzat estades d'investigació en centres de recerca tals com la Graduate School of Education de la Universitat de Bristol i l'Institute of Education de la Universitat de Londres. La seva recerca se centra en l'anàlisi de les desigualtats socials i en les seves repercussions educatives a tres nivells: les subjectivitats dels actors, les seves pràctiques i les seves accions quotidianes en el món educatiu, les pràctiques escolars i els dispositius pedagògics de les escoles, les polítiques i programes educatius.

## Obra publicada
- 2018: Les aliances Magnet: innovació per combatre la segregació escolar (Fundació Jaume Bofill)
- 2017: L'escola no és per a tu: el rol dels centres educatius en l'abandonament escolar (Fundació Jaume Bofill)
- 2015: Política de lucha contra el abandono escolar en España (Editorial Síntesis)